# Ллойд, Девин
Девин Эрик Ллойд (англ. Devin Eric Lloyd; 30 сентября 1998, Канзас-Сити, Миссури) — профессиональный американский футболист, выступающий на позиции лайнбекера в клубе НФЛ «Джэксонвилл Джагуарс». На студенческом уровне играл за команду университета Юты. Лучший защитник конференции Pac-12 по итогам сезона 2021 года. На драфте НФЛ 2022 года был выбран в первом раунде под общим 27 номером.

## Биография
Девин Ллойд родился 30 сентября 1998 года в семье военнослужащих Джо Ллойда и его супруги Рониты. Он окончил старшую школу Отей-Ранч в Калифорнии. Во время учёбы Ллойд играл в футбол на позициях сэйфти, принимающего и пантера, два сезона провёл в составе школьной баскетбольной команды. После выпуска он получил спортивную стипендию в университете Юты.

### Любительская карьера

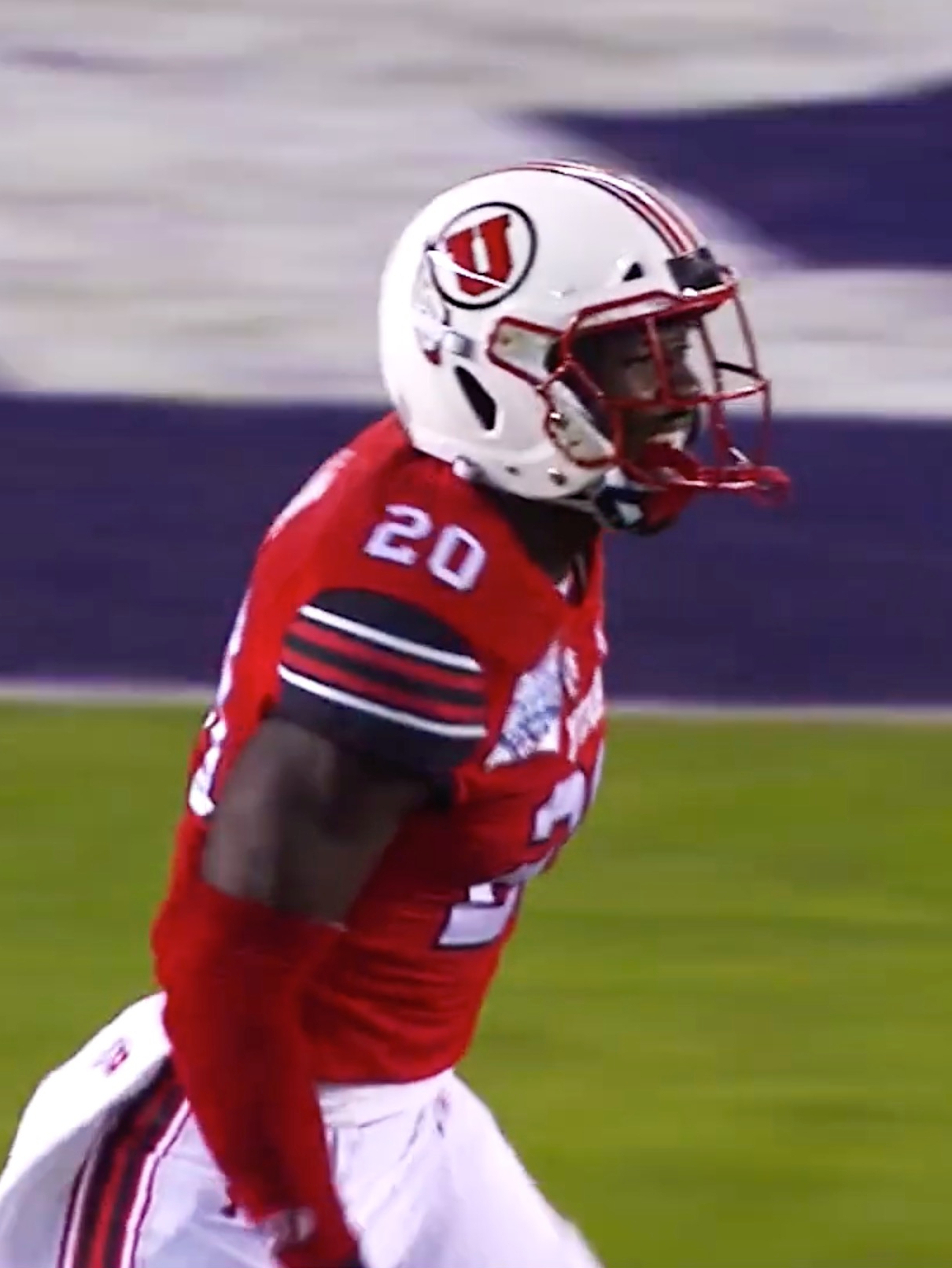
Ллойд в составе «Юты».

Сезон 2017 года Ллойд провёл в статус освобождённого игрока, не участвуя в официальных матчах команды. В турнире NCAA он дебютировал в 2018 году, сыграв во всех четырнадцати играх. Большую часть времени он выходил на поле как игрок специальных команд, три матча провёл в защите. На третий год карьеры Ллойд стал одним из стартовых лайнбекеров «Юты». В сезоне 2019 года он сыграл четырнадцать матчей, стал лучшим в составе по количеству сделанных захватов и занёс тачдаун на возврате перехвата.
В сокращённом из-за пандемии COVID-19 сезоне 2020 года Ллойд принял участие в пяти играх. Он снова стал лучшим в команде по количеству захватов, а также захватов с потерей ярдов. По итогам года его включили в число финалистов награды Баткаса лучшему лайнбекеру NCAA. В 2021 году он провёл четырнадцать игр, неоднократно признавался лучшим защитником недели. Ллойд стал лучшим в конференции по количеству захватов с потерей ярдов, а по их общему числу занял третье место. Вместе с командой он стал победителем турнира конференции Pac-12, в финальном матче против «Орегона» Ллойд занёс тачдаун на возврате перехвата. Последний в своей студенческой карьере матч он сыграл в Роуз Боуле против «Огайо Стейт».
По итогам сезона 2021 года Ллойд вошёл в состав сборной звёзд NCAA, получил награды игроку года в защите по версии Associated Press и лучшему защитнику Pac-12, претендовал на несколько других индивидуальных наград. В феврале 2022 года он принял участие в матче всех звёзд выпускников колледжей.

#### Статистика выступлений в NCAA
| Сезон | Команда | Игры | Захваты | Захваты | Захваты | Захваты | Захваты | Перехваты | Перехваты | Перехваты | Перехваты | Перехваты | Фамблы | Фамблы | Фамблы | Фамблы |
| Сезон | Команда | Игры | Solo    | Ast     | Tot     | Loss    | Sk      | Int       | Yds       | Y/R       | TD        | PD        | FR     | Yds    | TD     | FF     |
| ----- | ------- | ---- | ------- | ------- | ------- | ------- | ------- | --------- | --------- | --------- | --------- | --------- | ------ | ------ | ------ | ------ |
| 2017  | Юта Ютс | —    | —       | —       | —       | —       | —       | —         | —         | —         | —         | —         | —      | —      | —      | —      |
| 2018  | Юта Ютс | 14   | 3       | 3       | 6       | 0,0     | 0,0     | 0         | 0         | 0,0       | 0         | 0         | 0      | 0      | 0      | 0      |
| 2019  | Юта Ютс | 14   | 48      | 43      | 91      | 11,0    | 6,5     | 1         | 64        | 64,0      | 1         | 2         | 0      | 0      | 0      | 0      |
| 2020  | Юта Ютс | 5    | 33      | 15      | 48      | 10,0    | 2,0     | 0         | 0         | 0,0       | 0         | 0         | 0      | 0      | 0      | 1      |
| 2021  | Юта Ютс | 14   | 66      | 45      | 111     | 22,0    | 7,0     | 4         | 36        | 9,0       | 2         | 6         | 1      | 0      | 0      | 1      |
| Всего | Всего   | 47   | 150     | 106     | 256     | 43,0    | 15,5    | 5         | 100       | 20,0      | 3         | 8         | 1      | 0      | 0      | 2      |

### Профессиональная карьера
Перед драфтом НФЛ 2022 года Ллойд входил в пятёрку лучших в своём амплуа по версии издания Bleacher Report. Аналитик Деррик Классен характеризовал егго как современного лайнбекера, имеющего опыт игры на различных позициях, способного действовать по всей ширине поля и играть в прикрытии против пасового нападения. К плюсам Ллойда он относил его скорость, хорошее видение поля, умение быстро обыгрывать блокирующих, способность действовать в роли пас-рашера. Минусами Классен называл недостаточную маневренность и нехватку физической силы для противостояния продвигающимся в глубину поля линейным нападения.
На драфте Ллойд был выбран «Джэксонвиллом» в первом раунде под общим 27-м номером. В мае 2022 года он подписал с клубом четырёхлетний контракт. По данным сайта Spotrac сумма соглашения составила 13 млн долларов. Условиями контракта была предусмотрена возможность его продления на пятый сезон по инициативе клуба. Из-за травмы задней поверхности бедра Ллойд пропустил большую часть предсезонной подготовки, но выиграл борьбу за место внутреннего лайнбекера у другого новичка Чеда Мумы. В регулярном чемпионате НФЛ он дебютировал в матче первой игровой недели против «Вашингтон Коммандерс».

#### Статистика выступлений в НФЛ

##### Регулярный чемпионат
| Сезон | Команда              | Игры | Захваты | Захваты | Захваты | Захваты | Захваты | Перехваты | Перехваты | Перехваты | Перехваты | Перехваты | Фамблы | Фамблы | Фамблы | Фамблы |
| Сезон | Команда              | Игры | Solo    | Ast     | Tot     | Loss    | Sk      | Int       | Yds       | Y/R       | TD        | PD        | FR     | Yds    | TD     | FF     |
| ----- | -------------------- | ---- | ------- | ------- | ------- | ------- | ------- | --------- | --------- | --------- | --------- | --------- | ------ | ------ | ------ | ------ |
| 2022  | Джэксонвилл Джагуарс | 8    | 33      | 35      | 68      | 0       | 0,0     | 2         | 23        | 11,5      | 0         | 6         | 0      | 0      | 0      | 0      |
| Всего | Всего                | 8    | 33      | 35      | 68      | 0       | 0,0     | 2         | 23        | 11,5      | 0         | 6         | 0      | 0      | 0      | 0      |

* На 31 октября 2022 года